# Laszlovszky József (gyógyszerész)
Laszlovszky József (Pomáz, 1923. február 25. − 2014. január 11.) gyógyszerész, egyetemi tanár.

## Élete
Gimnáziumi tanulmányait a budapesti piarista gimnáziumban végezte. 1941-1946 között a budapesti Pázmány Péter Tudományegyetemen tanult gyógyszerészetet. Évfolyamát a háború elől Németországba evakuálták. Disszertánsként került Schulek Elemér professzor mellé a Szervetlen és Analitikai Kémiai tanszékre, itt kezdte oktatói és tudományos munkásságát. 1949-ben gyógyszerész doktorrá avatták summa cum laude eredménnyel. Schulek Elemér, majd Szabó Zoltán professzor közvetlen munkatársa. A gyógyszerészeknek a Kvalitatív kémiai analízis és a Gyógyszerellenőrzés tárgyakat oktatta 1957-1970 között. Kandidátusi értekezését 1962-ben védte meg. 
Kutató munkájában elsősorban gyógyszeranalitikai és mikroanalitikai témákkal foglalkozott.
1970-től az OGYI munkatársa, ahol a Gyógyszerkönyvi Osztály vezetője volt. 1984-es nyugdíjba vonulásáig az Intézet tudományos főigazgató-helyetteseként ellátta a kutatás szervezésével és ellenőrzésével kapcsolatos feladatokat is.
Részt vett az V., a VI. és a VII. Magyar Gyógyszerkönyv szerkesztésében. Fontos szerepet játszott a gyógyszerkönyv és a gyógyszertörzskönyvezés összhangjának megteremtésében.
Titkára volt az Egészségügyi Minisztérium és a MTA közös szakbizottságának. A WHO szakértőjeként részt vett a III. Nemzetközi Gyógyszerkönyv előkészítésében, majd a Nemzetközi Gyógyszerkönyvi Bizottság tagja. A magyar delegáció vezetőjeként vett részt a Compendium Medicamentorum tárgyalásain.
Aktív részese volt a Magyar Gyógyszerésztudományi Társaság újrakezdésének, amikor 1966-ban megalakításra kerülhetett a Magyar Gyógyszerészeti Társaság. 1973-1975 között a Gyógyszeranalitikai Szakosztályt vezette. A Magyar Kémikusok Egyesületének és a MGyT-nek vezetőségi tagja. A Gyógyszerészet és az Acta Pharmaceutica Hungarica szerkesztőbizottságának tagja volt.
A pomázi régi római katolikus temetőben helyezték örök nyugalomra.

## Elismerései
- Kiváló Gyógyszerész
- Munka Érdemrend
- Schulek Emlékérem
- Than Károly Emlékérem
- Societas Pharmaceutica Hungarica jutalomérem
- 2005 Magyar Gyógyszerész Kamara Aranyérem
- 2013 Szebellédy László Emlékérem

## Főbb művei
- Az egyszerű szervetlen kémiai analízis rövid áttekintése; Egészségügyi Kiadó, Budapest, 1952 (Gyógyszerész továbbképzés)
- Rády György–Győrbiró Károly–Laszlovszky József: Minőségi kémiai elemzési gyakorlatok 1. Egyetemi tankönyv; Tankönyvkiadó, Budapest, 1953
- 1969 Gyógyszerellenőrzés (tsz. Schulek Elemér)
- A VII. Magyar gyógyszerkönyv új szempontjai; Magyar Gyógyszerészeti Társaság, Budapest, 1987
- Schulek Elemér; Akadémiai, Budapest, 1997 (A múlt magyar tudósai)